# Otto von Keyserlingk zu Rautenburg

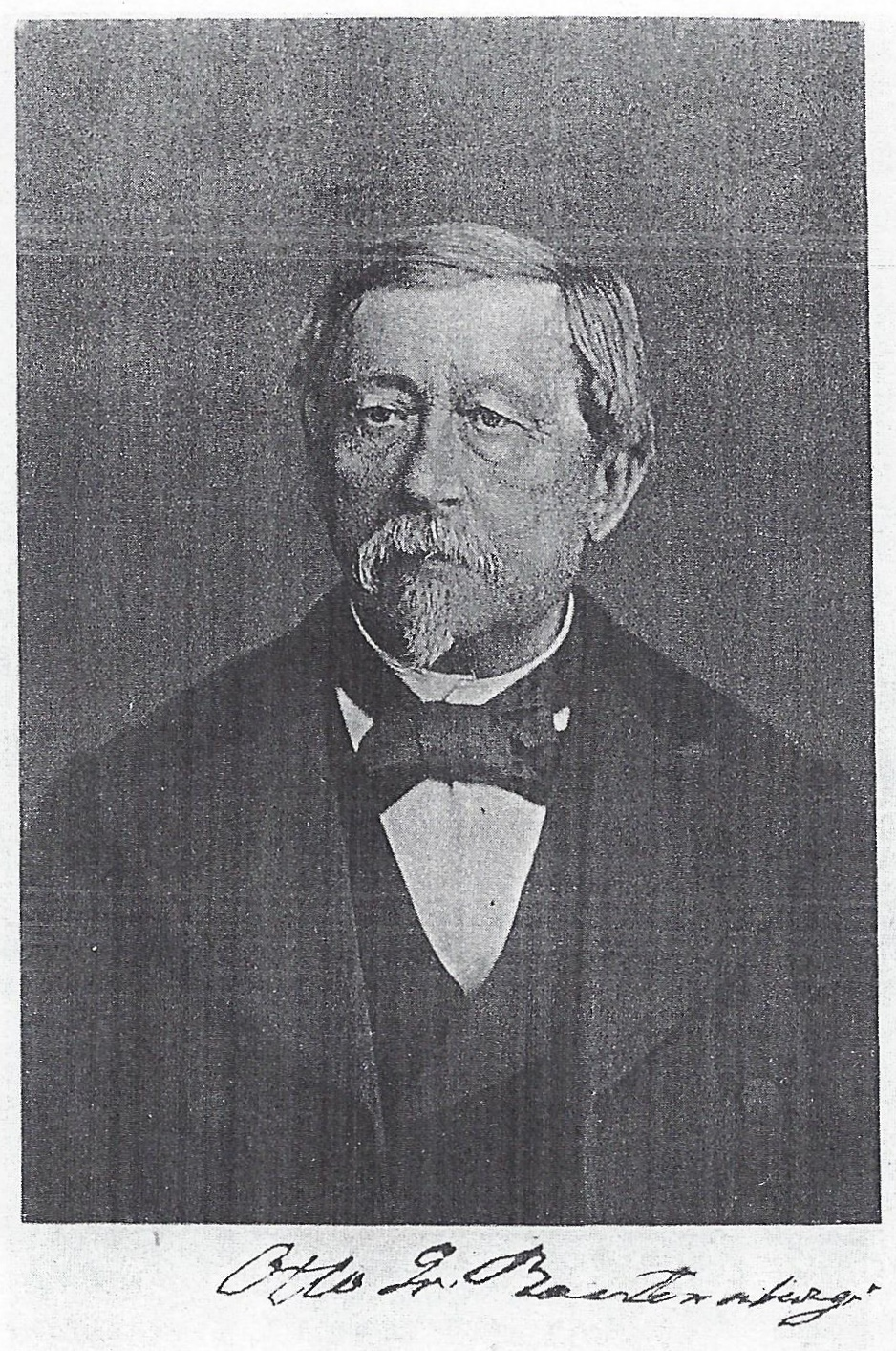
Otto von Keyserlingk zu Rautenberg

Otto Ulrich Johann Reichsgraf von Keyserlingk zu Rautenburg (* 26. Juli 1802 in Kabillen bei Goldingen, Kurland; † 19. Mai 1885 auf Schloss Rautenburg, Kreis Niederung) war ein deutsch-baltischer Jurist und Großgrundbesitzer. Vor und nach der Deutschen Reichsgründung war er Mitglied des Reichstages.

## Herkunft
Seine Eltern waren Heinrich Graf von Keyserlingk (1775–1850), 2. Graf von Rautenburg und dessen Ehefrau Annette, geborene Freiin Nolde (1780–1851) aus dem Hause Kalleten. Der Geologe Alexander von Keyserling (1815–1891) war sein Bruder.

## Leben
Keyserlingk studierte an der Georg-August-Universität Göttingen Rechtswissenschaft und wurde 1823 Mitglied der Curonia Goettingensis VII. Er trat nach den Examen in die Rechtspflege des Königreichs Preußen und war am Appellationsgericht Königsberg tätig; er schied aber aus dem juristischen Dienst aus, um seine Güter zu verwalten. Er war Majoratsherr auf Rautenburg in der Elchniederung. Er saß im Vereinigten Landtag (1847), in der Frankfurter Nationalversammlung (1848) und im Erfurter Unionsparlament. Als Besitzer der Grafschaft Rautenburg war er seit 1854 zugleich erbliches Mitglied des Preußischen Herrenhauses. Er wurde im Februar 1867 Mitglied des Konstituierenden Reichstags des Norddeutschen Bundes und blieb im Ordentlichen Reichstag. Als Mitglied der Konservativen Partei wurde er bei der Reichstagswahl 1871 für den Reichstagswahlkreis Regierungsbezirk Gumbinnen 1 in den Reichstag (Deutsches Kaiserreich) gewählt.

## Familie

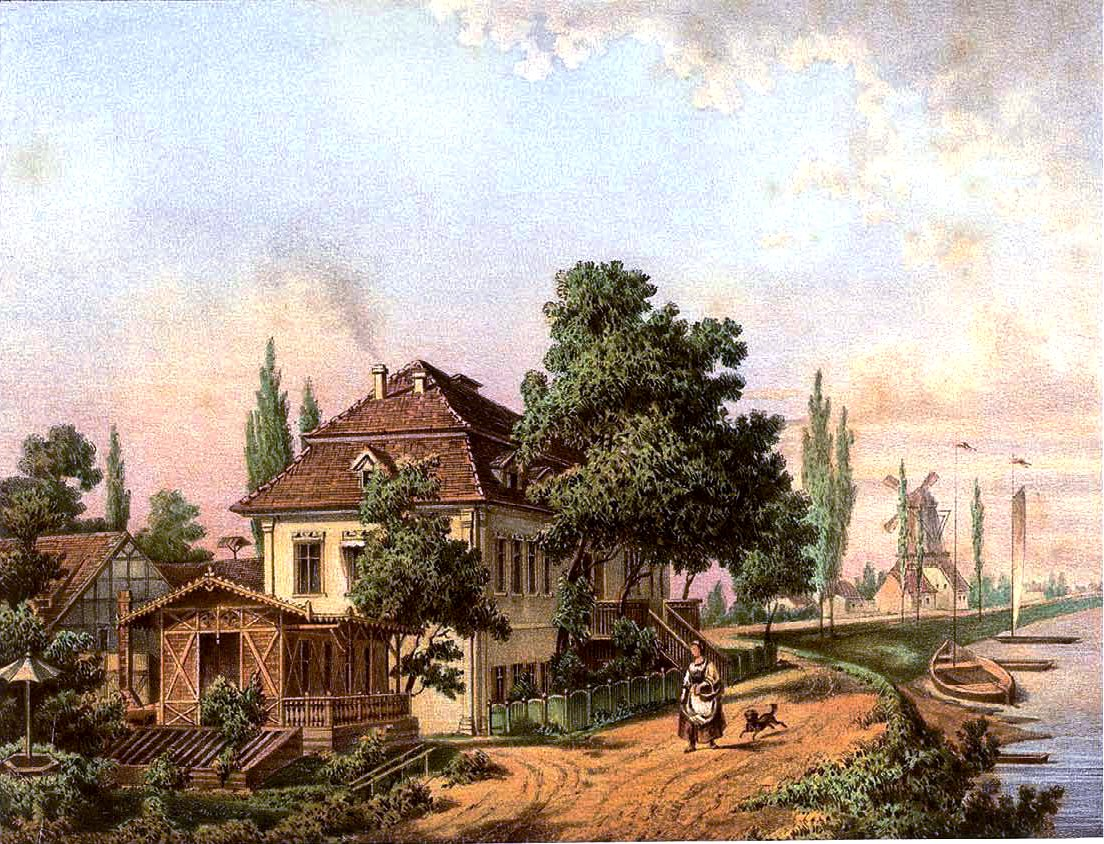
Schloss Rautenburg um 1860, Sammlung Alexander Duncker

Keyserlingk hatte sich am 20. Januar 1830 mit Emma Baronin von Behr (1811–1851) aus dem Hause Stricken verheiratet. Das Paar hatte mehrere Kinder, darunter:
- Heinrich (1831–1874), deutscher Diplomat ⚭ Maria Gräfin von Anrep-Elmpt (1843–1925)
- Cäcilie (1835–1897) ⚭ Otto Julius Hugo von Keyserlingk (1833–1903)
- Hugo (1839–1904), preußischer Kammerherr ⚭ Cäcilie Gräfin von Anrep-Elmpt (1847–1928)
- Amalie (1838–1896) ⚭ Otto Karl von Hüllessem-Meerscheidt (1831–1902)
- Fanny (1841–1919) ⚭ Otto Tortilowicz von Batocki-Friebe (1835–1890), preußischer Kammerherr